# Лак (Висконсин)
Лак (енгл. Luck) град је у америчкој савезној држави Висконсин.

## Демографија
По попису из 2010. године број становника је 1.119, што је 91 (-7,5%) становника мање него 2000. године.
| Група             | 2000.         | 2010.         |
| Белци             | 1.178 (97,4%) | 1.074 (96,0%) |
| Афроамериканци    | 0 (0,0%)      | 2 (0,2%)      |
| Азијати           | 4 (0,3%)      | 1 (0,1%)      |
| Хиспаноамериканци | 12 (1,0%)     | 19 (1,7%)     |
| Укупно            | 1.210         | 1.119         |